# Walheim (Alto Reno)
Walheim (Wàhle in alsaziano) è un comune francese di 883 abitanti situato nel dipartimento dell'Alto Reno nella regione del Grand Est.

## Società

### Evoluzione demografica
Abitanti censiti